# Somova, Tulcea
Somova este satul de reședință al comunei cu același nume din județul Tulcea, Dobrogea, România.

## Istoric
Există lansată ipoteza că ruinele dintre satele Somova și Parcheș ar fi vestigiile cetății antice Genucla capitala lui Zyraxes, rege al geților..